# Dipartimento di San Fernando
San Fernando è un dipartimento argentino, situato nella parte sud-orientale della provincia del Chaco, con capoluogo Resistencia, che è anche la capitale della provincia.

## Geografia fisica
Esso confina con le province di Corrientes e Santa Fe, e con i dipartimenti di Tapenagá, Libertad e Primero de Mayo.

## Società

### Evoluzione demografica
Secondo il censimento del 2001, su un territorio di 3.489 km², la popolazione ammontava a 365.637 abitanti, con un aumento demografico del 22,46% rispetto al censimento del 1991.

## Amministrazione
Nel 2001 il dipartimento comprendeva i seguenti comuni (municipios in spagnolo):
- Barranqueras
- Basail
- Fontana
- Puerto Vilelas
- Resistencia

Fanno parte del dipartimento anche le delegazioni municipali di Colonia Baranda e El Paranacito.